# Língua macedônia antiga
O antigo macedônio (português brasileiro) ou macedónio (português europeu) era a língua indo-europeia falada pelos antigos macedônios, povo que habitou a região histórica da Macedônia durante o primeiro milênio a.C.. A partir do século IV a.C. foi gradualmente substituído pelo koiné, dialeto do grego antigo baseado no dialeto ático.
O conhecimento do idioma é muito limitado, porque não foram descobertos de maneira incontestável textos que tenham sido escritos no idioma. O volume de inscrições públicas e privadas do período que restaram indica que talvez não tenha existido um idioma escrito na antiga Macedônia, e que o grego era utilizado para esta função.
Um vocabulário do macedônio foi reunido a partir das fontes antigas, especialmente de inscrições em moedas, e a partir do léxico de Hesíquio de Alexandria, escrito no século V, que abrange 150 palavras e 200 nomes próprios - embora o número de palavras possa variar de acordo com a interpretação dada pelo estudioso. A maior parte deles se assemelha à koiné, enquanto algumas parecem apontar para uma linhagem separada do indo-europeu.